# Фернандо Герреро Рамірес
Фернандо Герреро Рамірес (ісп. Fernando Guerrero Ramírez, нар. 14 вересня 1981) — мексиканський футбольний арбітр. Арбітр ФІФА з 2014 року. Також обслуговує матчі мексиканської Прімери та міжнародні ігри під егідою Північноамериканської федерації футболу.

## Кар'єра
Свою професійну кар'єру арбітром розпочав у 2007 році, почавши судити матчі другої мексиканської ліги. Іноді він також був головним арбітром матчів четвертої та третьої ліги, а також ігор юнацьких команд до 15 та 20 років.
У віці 28 років отримав право судити матчі мексиканської Прімери, де дебютував 24 липня 2010 року в грі між «Гвадалахарою» та «Пуеблою» (0:0).
2014 року Рамірес отримав статус арбітра ФІФА, який дає право судити міжнародні матчі, і вже 18 вересня 2014 року дебютував на цьому рівні в матчі групового етапу Ліги чемпіонів КОНКАКАФ між американським «Спортингом Канзас-Сіті» та костариканським «Депортиво Сапрісса» (3:1, де показав п'ять жовтих карток. А вже 29 березня 2015 року Герреро був призначений КОНКАКАФ на свій перший матч національних збірних: він судив гру відбору до чемпіонату світу 2018 року між збірними Домініки і Британських Віргінських островів (0:0).
У липні 2015 року КОНКАКАФ включило Герреро до складу арбітів на Золотий кубок КОНКАКАФ, який проходив у США та Канаді. Також у турнірі були його співвітчизники Роберто Гарсія Ороско та Сезар Рамос Паласуелос. Сам Герреро був призначений головним арбітром на гру другого туру групового етапу Коста-Рика — Ямайка (2–2). Надалі працював на турнірах 2017, 2019 та 2021 років.
Влітку 2019 року був головним арбітром на молодіжному чемпіонаті світу в Польщі, де відсудив дві гри групового етапу та один матч 1/8 фіналу.
Як запрошений арбітр працював на іграх індійської Суперліги у 2016 році, а також Кубку африканських націй 2021 року.

## Скандали
Фернандо Герреро зазнав нападу вболівальника в матчі Клаусури 9 травня 2015 року між майбутніми чемпіонами клубом «Сантос Лагуна» та «Пуеблою» (2:2, чотири жовті картки). Гра була тимчасово зупинена, але врешті-решт пройшла без проблем. Через два дні заарештованого глядача відпустили під заставу.